# Santa Maria Addolorata (titolo cardinalizio)
Santa Maria Addolorata (in latino: Titulus Sanctæ Mariæ Perdolentis) è un titolo cardinalizio istituito da papa Francesco nel 2015. Il titolo insiste sulla chiesa di Santa Maria Addolorata, sita nel quartiere Collatino e sede parrocchiale dal 14 gennaio 1958.
Dal 14 febbraio 2015 il titolare è il cardinale Francis Xavier Kriengsak Kovithavanij, arcivescovo emerito di Bangkok.

## Titolari
- Francis Xavier Kriengsak Kovithavanij, dal 14 febbraio 2015